# Al Corley
Alford „Al“ Corley (* 22. Mai 1956 in Wichita, Kansas) ist ein US-amerikanischer Schauspieler, Produzent und Sänger. Er wurde 1981 als Steven Carrington in der amerikanischen Erfolgsserie Der Denver-Clan bekannt.

## Leben
Al Corley begann seine Karriere als Kellner in der Diskothek Studio 54, wo er schnell in Kontakt zu den wichtigen Fernsehleuten kam. Seine Karriere begann mit einem kleinen Auftritt in Love Boat. Bald folgten Rollen in And Baby Makes Six (1979) Woman’s Room (1980), bis ihm der Durchbruch als homosexueller Sohn Steven Carrington in der amerikanischen Serie Der Denver-Clan (1981–1982) gelang.
Es folgten Filmrollen in Filmen wie Don Juan DeMarco (1995). Seit den 1990er-Jahren arbeitet er auch als Produzent für Filmproduktionen wie Drowning Mona und Ring of Fire. 1984/85 hatte er auch Erfolge als Sänger. Der Song Square Rooms, produziert von Harold Faltermeyer, wurde Nummer 1 in Frankreich und Top 15 in Deutschland. Die folgende Nummer Cold Dresses belegte Platz 5 in Frankreich. Sein Erfolg als Sänger war allerdings auf Frankreich und Deutschland beschränkt, in den Märkten seiner Heimat USA oder Großbritannien konnte er sich nicht in den Hitparaden platzieren.
1994 entstand in Zusammenarbeit mit dem NDR die Dokumentation Nackte Tanzlust über das Studio 54, in dem Corley einst als Kellner gearbeitet hatte. Er war sowohl für die Produktion, als auch für das Drehbuch und die Regie verantwortlich und führte auch die meisten Interviews.
Corley war bis Ende der 1990er-Jahre mit Jessika Cardinahl verheiratet. Mit ihr hat er drei Kinder.

## Diskografie

### Studioalben
| Jahr | Titel        | Höchstplatzierung, Gesamtwochen, AuszeichnungChartplatzierungen (Jahr, Titel, Platzierungen, Wochen, Auszeichnungen, Anmerkungen) | Höchstplatzierung, Gesamtwochen, AuszeichnungChartplatzierungen (Jahr, Titel, Platzierungen, Wochen, Auszeichnungen, Anmerkungen) | Höchstplatzierung, Gesamtwochen, AuszeichnungChartplatzierungen (Jahr, Titel, Platzierungen, Wochen, Auszeichnungen, Anmerkungen) | Höchstplatzierung, Gesamtwochen, AuszeichnungChartplatzierungen (Jahr, Titel, Platzierungen, Wochen, Auszeichnungen, Anmerkungen) | Höchstplatzierung, Gesamtwochen, AuszeichnungChartplatzierungen (Jahr, Titel, Platzierungen, Wochen, Auszeichnungen, Anmerkungen) | Anmerkungen                        |
| Jahr | Titel        | DE | AT | CH | US | FR | Anmerkungen                        |
| ---- | ------------ | --- | --- | --- | --- | --- | ---------------------------------- |
| 1984 | Square Rooms | DE50 (5 Wo.)DE | — | — | — | — | Erstveröffentlichung: Oktober 1984 |

Weitere Veröffentlichungen
- 1986: Riot of Color
- 1988: The Big Picture

### Singles
| Jahr | Titel Album                        | Höchstplatzierung, Gesamtwochen, AuszeichnungChartplatzierungen (Jahr, Titel, Album, Platzierungen, Wochen, Auszeichnungen, Anmerkungen) | Höchstplatzierung, Gesamtwochen, AuszeichnungChartplatzierungen (Jahr, Titel, Album, Platzierungen, Wochen, Auszeichnungen, Anmerkungen) | Höchstplatzierung, Gesamtwochen, AuszeichnungChartplatzierungen (Jahr, Titel, Album, Platzierungen, Wochen, Auszeichnungen, Anmerkungen) | Höchstplatzierung, Gesamtwochen, AuszeichnungChartplatzierungen (Jahr, Titel, Album, Platzierungen, Wochen, Auszeichnungen, Anmerkungen) | Höchstplatzierung, Gesamtwochen, AuszeichnungChartplatzierungen (Jahr, Titel, Album, Platzierungen, Wochen, Auszeichnungen, Anmerkungen) | Anmerkungen                         |
| Jahr | Titel Album                        | DE | AT | CH | US | FR | Anmerkungen                         |
| ---- | ---------------------------------- | --- | --- | --- | --- | --- | ----------------------------------- |
| 1984 | Square Rooms                       | DE13 (17 Wo.)DE | AT15 (6 Wo.)AT | CH6 (10 Wo.)CH | US80 (5 Wo.)US | FR1 (27 Wo.)FR | Erstveröffentlichung: Juli 1984     |
| 1984 | Cold Dresses Square Rooms          | — | — | — | — | FR5 (17 Wo.)FR | Erstveröffentlichung: Dezember 1984 |
| 1986 | Face to Face Riot of Color         | DE71 (3 Wo.)DE | — | — | — | FR43 (2 Wo.)FR | Erstveröffentlichung: Mai 1986      |
| 1988 | Land of the Giants The Big Picture | DE70 (1 Wo.)DE | — | — | — | — | Erstveröffentlichung: Dezember 1988 |

Weitere Singles
- 1984: Over Me
- 1989: Where Are the Children

## Filmografie (Auswahl)

### Schauspieler
- 1979: Dann wären wir sechs (And Baby makes Six)
- 1979: Women at West Point (Fernsehfilm)
- 1979: Hot Balls (Squeeze Play)
- 1980: Love Boat (The Love Boat, Fernsehserie, 4 Folgen)
- 1980: The Women’s Room (Fernsehfilm)
- 1981: Da steht der ganze Freeway Kopf (Honky Tonk Freeway)
- 1981–1982: Der Denver-Clan (Dynasty, Fernsehserie, 34 Folgen)
- 1983: Bare Essence (Fernsehserie, 2 Folgen)
- 1985: Alpha City – Abgerechnet wird nachts
- 1985: Cocaine-Paradise (Torchlighr)
- 1986: Incident at Channel Q
- 1989: Hard Days, Hard Nights
- 1991: Denver – Die Entscheidung (Dynasty: The Reunion, Fernsehfilm)
- 1992: Otto – Der Liebesfilm
- 1994: Tödliche Gelüste (A Kiss Goodnight)
- 1995: Don Juan DeMarco
- 2001: Ring of Fire (Cowboy Up)
- 2003: Abgezockt! (Scorched)
- 2005: Bigger Than the Sky
- 2007: You Kill Me
- 2009: Tödliche Augenblicke (Stolen Lives)
- 2021: The Ice Road

### Produzent
- 1995: Im Sog des Bösen (Desperate Measures)
- 1997: A Brother’s Kiss
- 1998: Palmetto – Dumme sterben nicht aus (Palmetto, Executive Producer)
- 2000: Der Fall Mona (Drowning Mona)
- 2001: Ring of Fire (Cowboy Up)
- 2003: Abgezockt! (Scorched)
- 2004: Noel
- 2005: Behind the Mask: The Rise of Leslie Vernon (Executive Producer)
- 2005: Edmond (Executive Producer)
- 2005: The Gravedancers – Ruhe nicht in Frieden (The Gravedancers)
- 2007: You Kill Me
- 2011: Bulletproof Gangster (Kill the Irishman)
- 2021: The Ice Road

### Regisseur
- 1994: Nackte Tanzlust
- 2005: Bigger Than the Sky